# Чаннін (район)

Розташування району

Чаннін (кит.: 静安区) —- район Шанхая, КНР. Площа району 37.19км², населення 621,700 (2004).

## Географія
Площа району - 37.19км². Район Чаннін розташований на заході міста Шанхай і межує з районом Цзядін на заході, з Міньханом на півдні,  та з Сюйхоєм на півдні. На півночі кордоном з районом Путо служить річка Сучжоу. 

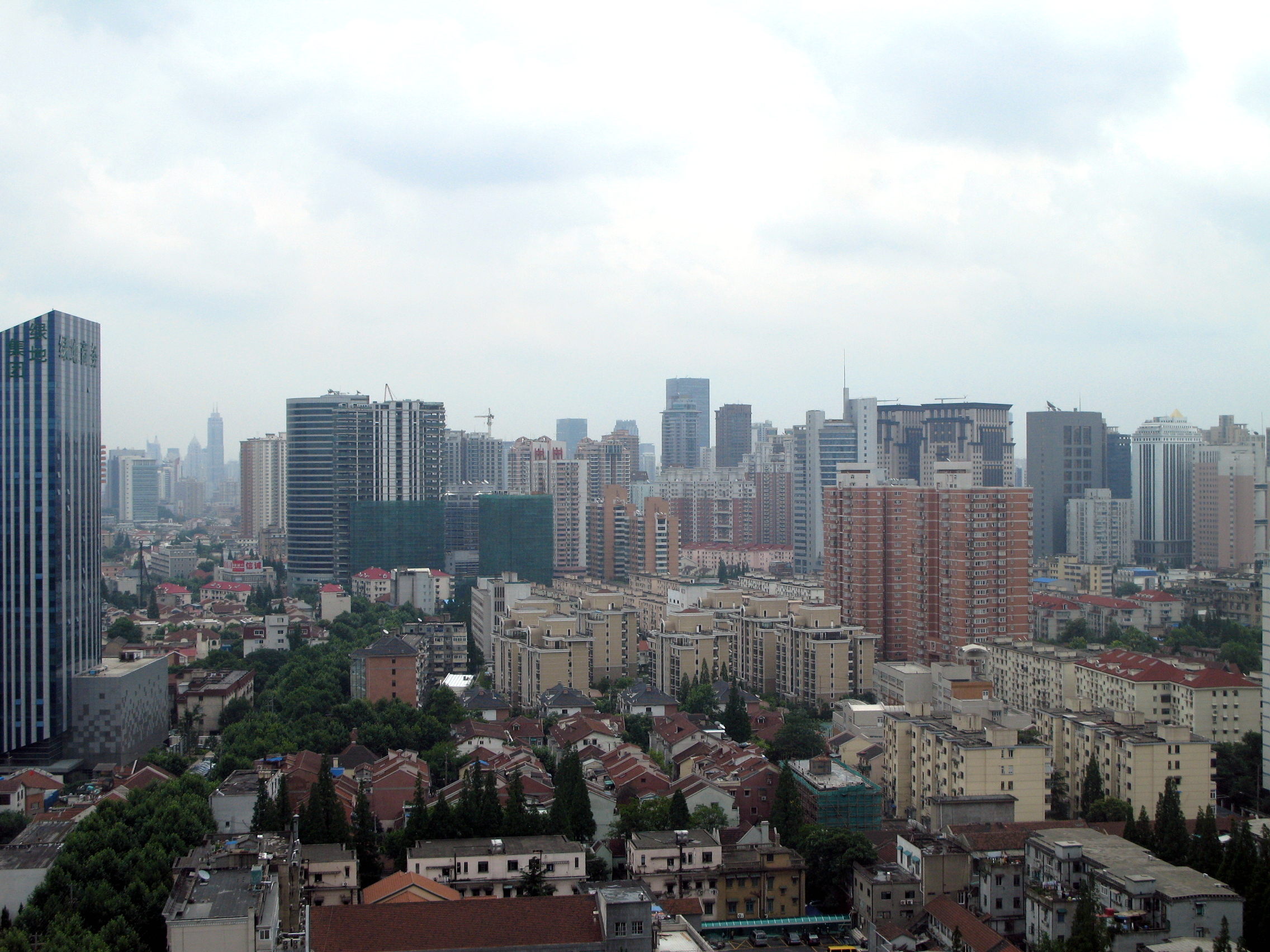
Краєвид району

## Демографія
Населення - 621,700 (2004), що становить 4,6% від загальної кількості проживаючих в Шанхаї. Щільність населення 16,716 чоловік на км².

## Транспорт
В районі Чаннін розташований аеропорт Хунцяо призначений для внутрішніх рейсів.
Через район пролягає 2 та 3 лінії метро. Через район пролягає декілька автомагістралей, таких як: Чаннін, Хунцяо та Хуан, котрі з'єднують Чаннін з іншими районами Шанхая.